# Salix kamanica
Salix kamanica — вид квіткових рослин із родини вербових (Salicaceae).

## Морфологічна характеристика
Це повзучий сильно розгалужений кущ. Гілки тьмяно-фіолетові або тьмяно-коричневі; молоді гілочки сірувато-біло шерстисті. Листкова ніжка дуже коротка; Листкова пластинка оберненояйцеподібна чи еліптична, 100 × 5 мм, абаксіально зеленувата, рідко довго запушена вздовж жилок, густо запушена в молодості, адаксіально зелена, ± гола, край цільний або городчастий дистально, верхівка тупа або гостра. Чоловічі сережки ≈ 10 × 7 мм.

## Середовище проживання
Сізан, Юньнань. Населяє гірські схили; на висотах 4000–4200 метрів.